# 保田幸子
保田 幸子（やすだ さちこ）は、日本の応用言語学者。兵庫県神戸市出身。
専門は言語習得、第二言語ライティング、アカデミックライティング、ジャンル分析、外国語教授法。神戸大学大学院国際文化学研究科・国際コミュニケーションセンター教授。
父は、農学者、農学博士、神戸大学名誉教授の保田茂。

## 略歴
神戸大学大学院教育学研究科（英語教育専攻）修士課程修了後、2002年からロータリー国際親善奨学生としてオーストラリア・メルボルンに留学し、モナシュ大学大学院応用言語学研究科博士前期課程修了、M.A.取得。その後、2006年からフルブライト奨学生としてアメリカ合衆国に留学し、ハワイ大学大学院第二言語研究科博士後期課程修了、2012年にPh.D.取得。
アカデミックライティングに関する研究・指導を専門とし、広く学外においても社会貢献活動に従事している。医師を対象とした科学論文執筆法、エンジニアを対象としたテクニカルライティング執筆法に関する講演やセミナーを開催している。

## 経歴
- 2004年、早稲田大学国際教養学部助手。
- 2009年、東京農業大学教養分野助教。
- 2012年、九州大学大学院言語文化研究院准教授。
- 2016年、神戸大学大学院国際文化学研究科・国際コミュニケーションセンター准教授。
- 2020年、同教授。

## 著書
- 『「書く力」の発達：第二言語習得論と第二言語ライティング論の融合に向けて』くろしお出版 2024年
- 『英語科学論文をどう書くか：新しいスタンダード』ひつじ書房 2021年（大学教育学会JACUEセレクション2022受賞）